# Katherine Ronderos
Katherine Ronderos es Economista con Énfasis en Administración de Empresas de la Universidad Santo Tomás (Colombia), y tiene una Maestría en Estudios de Desarrollo de la Universidad London South Bank en Inglaterra. Ha sido consultora para la Relatora Especial de Violencia contra las Mujeres, sus causas y consecuencias, Sra. Rashida Manjoo, de la Oficina del Alto Comisionado de las Naciones Unidas para los Derechos Humanos (OHCHR), así como para ONU Mujeres y la Misión de Verificación de la ONU en Colombia (UNVMC). Fue la directora de la Liga Internacional de Mujeres por la Paz y la Libertad (LIMPAL Colombia) desde 2012 hasta 2018, donde dirigió investigaciones sobre la implementación de las Resoluciones 1325 y 1820 del Consejo de Seguridad de la ONU, desarme, reincorporación de mujeres excombatientes, paz y seguridad con enfoque feminista.

## Trayectoria
Katherine Ronderos fue la Oficial de Recursos y Membresía de United Nations Association of the UK (UNA-UK) en Londres, Inglaterra, de 2003 a 2006, y de allí pasó a ser la coordinadora de Gender and Development Network (GAD Network) de mayo de 2006 a enero de 2008. Luego fue Coordinadora de Programas e Incidencia Política en la organización ubicada en Londres, Central America Women’s Network (CAWN) de 2008 a 2011, para luego ser consultora e investigadora de la Oficina del Alto Comisionado para los Derechos Humanos de las Naciones Unidas en Ginebra, Suiza, durante el 2011. En el 2012 se mudó a Colombia para ser la Coordinadora de la Iniciativa de Mujeres Defensoras de Derechos Humanos de Association of Women's Rights in Development (AWID) hasta el 2014. Posteriormente fue la directora de la Liga Internacional de Mujeres por la Paz y la Libertad (LIMPAL Colombia), una organización filial de Women’s International League por Peace and Freedom "WILPF Internacional" la organización pacifista más antigua del mundo, y se retiró en 2018, cuando LIMPAL cumplió 20 años de trabajo en Colombia. Actualmente Katherine es consultora independiente en temas de género, paz y seguridad, y ha colaborado con organizaciones internacionales como ONU Mujeres, la Misión de Verificación de la ONU en Colombia (UNVMC), European Institute of Peace (EIP), Particip GmbH, la Red Global de Mujeres Constructoras de Paz (GNWP, por sus siglas en inglés), CIASE y Voice Amplified.

## Publicaciones
- "Miradas feministas para transformar la seguridad". Sisma Mujer, Colombia Diversa, Colectivo de Pensamiento y Acción: Mujeres, Paz y Seguridad, Corporación de Investigación y Acción Social y Económica (CIASE). Colombia. 2022.
- "Mujeres constructoras de paz de la Redprodepaz; Caracterización, amenazas, riesgos y estrategias". Redprodepaz y la Corporación de Investigación y Acción Social y Económica (CIASE). Colombia. 2020.
- “Inclusión de las necesidades de las mujeres a la riqueza y la igualdad en los planes de desarrollo para la coherencia política. Desafíos para las mujeres en Honduras”. Community Development Journal (Oxford University Press). Inglaterra. 2011.
- “Las relaciones bi-regionales de la Unión Europea y Latinoamérica: mutua responsabilidad para la erradicación de la violencia contra las mujeres”. Feminicidio: Un Fenómeno Global. De Lima a Madrid (Fundación Heinrich-Böll). Bélgica. 2010.
- “Las mujeres lideran la resistencia en Honduras”. 2009. “La respuesta de la ayuda de la cooperación a la violencia contra las mujeres”. Central America Report. 2008.
- “Mujer, paz y seguridad: 1325 Cinco años después”. New World (United Nations Association, UNA-UK). Inglaterra. 2006.
- “Año Internacional de Microcrédito. Empoderando a las mujeres para alcanzar los Objetivos de Desarrollo del Milenio”. New World (United Nations Association, UNA-UK). Inglaterra. 2005.